# Chesneya isfarensis
Chesneya isfarensis är en ärtväxtart som beskrevs av Tarakulov. Chesneya isfarensis ingår i släktet Chesneya och familjen ärtväxter. Inga underarter finns listade i Catalogue of Life.